# Stiftung Russki Mir
Die Stiftung Russki Mir (russisch Русский мир Russkij mir, deutsch ‚Russische Welt‘) ist eine russische Organisation, deren Ziel es ist, die russische Sprache im Ausland zu popularisieren.

## Gründung und Organisation
Die Stiftung wurde durch einen Erlass des Präsidenten der Russischen Föderation Wladimir Putin am 21. Juni 2007 gegründet. Er bezog sich damit auf das Konzept der Russki Mir, eines diffusen Bereichs russischen Einflusses. Zeitlich war das erste Dekret bis 2015 beschränkt, es wurde aber eine Fortsetzung vorgeschlagen und der jährliche Finanzbedarf auf 750 Millionen Rubel veranschlagt. Die Stiftung ist ein Gemeinschaftsprojekt des Außenministeriums der Russischen Föderation sowie des Ministeriums für Bildung und Wissenschaft Russlands. Finanziert wird Russki Mir durch Mittel des Staatshaushaltes und Spenden. Leiter ist der russische Politologe Wjatscheslaw Nikonow. Im Kuratorium von Russki Mir sitzen bekannte russische Persönlichkeiten aus Wissenschaft und Kultur, wie etwa der Metropolit Hilarion Alfejew, die Präsidentin der Russischen Akademie für Bildung Ljudmila Alexejewna Werbizkaja († 2019) oder der Leiter der Eremitage Michail Piotrowski.

## Ausrichtung
Der Vorsitzende der Stiftung Russki Mir, Wjatscheslaw Nikonow, vertrat um 2016 eine patriotische Staatsideologie inklusive der propagandistischen Überzeugung, die Ukraine einen failed state zu nennen, der über „keine Demokratie“ verfüge. Im Falle Russlands betonte er die „starke Nation“ und „bedeutende historische Errungenschaften“. 2022 nannte er den russischen Angriffskrieg gegen die Ukraine einen „heiligen Krieg von Gut gegen Böse“.

## Tätigkeit
Die Stiftung betreibt ein Netz von weltweit 217 (2017) russischen Zentren in zahlreichen europäischen und asiatischen Städten. In diesen besteht Zugang zu russischer Literatur, Zeitschriften, Lernprogrammen sowie Audio- und Videomaterial. Weiterhin werden in den Zentren verschiedene Veranstaltungen wie Themenwochen, Konferenzen, Seminare oder Ausstellungen abgehalten.
In Deutschland gibt es zwei russische Zentren in Nürnberg und Dresden. Darüber hinaus fördert der Verein in Zusammenarbeit mit dem Bundesverband Deutscher West-Ost-Gesellschaften unter anderem das RussoMobil. Dabei handelt es sich um ein mit russischen Spielen, Büchern und Zeitschriften ausgestattetes Auto, das auf Anfrage in Schulen durch begleitende russische Lektoren in die Welt der russischen Sprache und Kultur einführt.
In Österreich gab es je ein russisches Zentrum an der Universität Salzburg (seit 2015) und an der Universität Innsbruck (seit 2011). Als Konsequenz auf den russischen Überfall auf die Ukraine 2022 wurden die Sponsorenverträge von der Universität Salzburg und von der Universität Innsbruck für die Zentren gekündigt.
Bis 2018 wurde jährlich der Russki-Mir-Kongress abgehalten.